# 伊万·穆萨托夫
伊万·米哈伊洛维奇·穆萨托夫（羅馬化：Ivan Mikhaylovich Musatov；1976年2月14日—）是俄罗斯政治人物，第四届和第八届国家杜马代表。
他是国家杜马国家安全委员会成员。2000年至2003年，他就读于司法学院。他的父亲米哈伊尔·穆萨托夫也是国家杜马议员。
2022年3月24日，美国财政部因俄乌战争而对他实施制裁。